# Llanegwad
Llanegwad est un village et une communauté du Carmarthenshire, au pays de Galles.
Outre Llanegwad même, la communauté comprend les villages de Cwrt-henri (cy), Nantgaredig (en) et Pont-ar-Gothi (en). Au recensement de 2011, elle comptait 1 473 habitants.